# کشتی مین‌جمع‌کن کلاس فاندی
کشتی مین‌جمع‌کن کلاس فاندی (به انگلیسی: Fundy-class minesweeper) یک کلاس از کشتی است که طول آن ۱۶۳ فوت (۴۹٫۷ متر) می‌باشد.